# Petr Korda
Petr Korda (sinh ngày 23 tháng 1 năm 1968) là một cựu tay vợt chuyên nghiệp người Séc. Anh đã đạt được thứ hạng đơn số 2 thế giới của Hiệp hội quần vợt chuyên nghiệp (ATP) vào ngày 2 tháng 2 năm 1998 và giành chiến thắng tại giải Úc mở rộng 1998. Korda đã thử nghiệm dương tính với doping trong tháng 7 năm 1998 tại Wimbledon, sau đó đã bị cấm thi đấu 12 tháng từ tháng 9 năm 1999, nhưng anh đã nghỉ hưu ngay trước khi có lệnh cấm.

## Sự nghiệp quần vợt

### Giải trẻ
Đầu tiên Korda đã thu hút sự chú ý của thế giới quần vợt như một cầu thủ trẻ đầy triển vọng. Năm 1985, anh hợp tác với đồng nghiệp người Séc Cyril Suk để giành danh hiệu đôi nam tại giải Pháp mở rộng. Korda và Suk đã được xếp hạng số 1 thế giới đánh đôi năm đó.
Kết quả Slam Junior:
- Úc mở rộng: -
- Pháp mở rộng: 3R (1986)
- Wimbledon: QF (1986)
- Mỹ mở rộng: QF (1986)

### Sự nghiệp chuyên nghiệp
Korda chuyển sang thi đấu chuyên nghiệp vào năm 1987. Ông đã giành được danh hiệu đôi đầu tiên trong sự nghiệp vào năm 1988, và danh hiệu đơn cấp cao đầu tiên vào năm 1991. Korda đã tham gia vào bốn trận chung kết Grand Slam trong sự nghiệp của mình - hai đánh đơn và hai đánh đôi. Korda cũng được biết đến với "cú đá cắt kéo" mà ông làm ở giữa sân sau khi thắng các trận đấu.
Năm 1990, Korda và Goran Ivanišević kết thúc với vị trí Á quân ở nội dung đôi nam tại giải Pháp mở rộng, và kết quả là, Korda đạt thứ hạng cao nhất đánh đôi sự nghiệp của mình ở vị trí số 10 thế giới. Năm 1992, ông đã lọt vào trận chung kết đơn nam tại Pháp mở rộng đánh bại Christian Bergström, Shuzo Matsuoka, Michiel Schapers, Jaime Oncins, Andrei Cherkasov và Henri Leconte, trước khi anh bị bởi đương kim vô địch Jim Courier đánh bại trong trận đấu chung kết với 3 set 7-5, 6-2, 6-1.
Một điểm nổi bật trong sự nghiệp của Korda bao gồm giành Grand Slam Cup năm 1993, với năm trận thắng ở bán kết và chung kết trước Pete Sampras và Michael Stich, tay vợt số 1 và 2 trên thế giới vào thời điểm đó. Korda cũng là một phần của đội tuyển Cộng hòa Séc đã giành Cup Hopman năm 1994. Năm 1996, anh hợp tác với Stefan Edberg để giành danh hiệu đôi nam tại Giải Úc mở rộng. Anh cũng bất ngờ đánh bại nhà đương kim vô địch, Pete Sampras, trong năm set ở vòng bốn Mỹ Mở rộng 1997.
Thời khắc đăng quang trong sự nghiệp của Korda đến vào năm 1998, khi anh đánh bại Albert Portas, Scott Draper, Vincent Spadea, Cédric Pioline, Jonas Bjorkman và giải để đối đầu với Marcelo Ríos trong trận chung kết đơn nam tại Úc mở rộng. Korda đã thống trị trận đấu từ đầu đến cuối bằng cách giành chiến thắng ở các set 6-2, 6-2, 6-2 và giành được danh hiệu Grand Slam đánh đơn đầu tiên của mình chỉ sau 1 giờ 25 phút. Chiến thắng đã đẩy anh lên vị trí tay vợt số 2 thế giới trong sự nghiệp. Tại bốn giải đấu năm 1998, Korda có thứ hạng số 1 thế giới trong tầm ngắm của anh, nhưng anh đã thua Karol Kučera ở Antwerp, Marcelo Ríos tại Indian Wells, Tim Henman ở Miami và Richard Krajicek ở Monte Carlo.

#### Đình chỉ thi đấu và nghỉ hưu
Sau trận đấu tứ kết với Tim Henman tại Giải vô địch Wimbledon 1998, Korda đã thử nghiệm dương tính với chất steroid bị cấm nandrolone. Điều này đã được tiết lộ công khai vào tháng 12 năm 1998. Vào thời điểm đó, Korda đã bị tước điểm xếp hạng và tiền thưởng mà anh đã giành được tại Wimbledon 1998, nhưng không bị cấm trong môn thể thao này. ITF sớm tuyên bố rằng họ cảm thấy đã phạm sai lầm khi không cấm Korda, và sẽ tìm cách kháng cáo quyết định của chính mình không cấm Korda tham gia thi đấu quần vợt. Tòa án tối cao London đã ra phán quyết vào cuối tháng 1 năm 1999 rằng ITF không thể kháng cáo quyết định ban đầu của mình, nhưng Korda sau đó đã bị cấm chơi quần vợt trong 12 tháng kể từ tháng 9 năm 1999 và tước tiền thưởng và điểm xếp hạng mà anh ta đã giành được kể từ tháng 7 năm 1998 (Mặc dù việc đình chỉ có ý nghĩa rất nhỏ vì Korda đã nghỉ hưu sau khi không đủ điều kiện tham dự Wimbledon 1999, để thua Daniel Sapsford trong một trận đấu vòng loại). Tuy nhiên, anh đã thi đấu ở Prague Challenger vào tháng 12 năm 2000 và Prostějov Challenger trong cả hai năm 2001 và 2005 (2001 là đánh đơn và đánh đôi, lần sau 2005 chỉ đánh đôi).

## Đời tư
Korda đã kết hôn với Regina Rajchrtová, một tay vợt cũng đến từ Cộng hòa Séc (đại diện cho Tiệp Khắc). Hai người có ba người con - cả ba đều theo nghiệp thể thao của bố mẹ. Hai cô con gái là Jessica và Nelly đều thi đấu golf, và thậm chí anh còn từng làm caddie cho cả hai cô con gái. Cậu con trai út Sebastian đại diện cho Hoa Kỳ tiếp bước anh theo nghiệp chơi quần vợt.